# Dong’ou
Das Königreich Dong’ou (chinesisch 東甌 / 东瓯, Pinyin Dōng’ōu – „Ost-Ou“), auch bekannt als Königreich Donghai (東海 / 东海,  Dōng Hǎi – „Östliches Meer“), war ein Königreich der Yue zur Zeit der frühen Han-Dynastie, das von 191 v. Chr. bis 138 v. Chr. als Satellitenstaat des chinesischen Kaiserreichs existierte.
Der Staat erstreckte sich über den Süden der heutigen chinesischen Provinz Zhejiang. Durch seine Lage entlang der Küste des Ostchinesischen Meeres war er maritim geprägt. Die namensgebende Hauptstadt Dong’ou lag entweder im Gebiet des modernen Wenzhou am Fluss Ou oder in Daxi bei Taizhou.
Wie auch das südlich angrenzende, deutlich größere Min-Yue sah sich das Königreich Dong’ou als Nachfolgestaat des alten Yue, weshalb es auch als Ou-Yue (甌越 / 瓯越,  Ōuyuè) und Yue des östlichen Meeres bekannt war. Dong’ou und Min-Yue waren politisch wie kulturell eng verbunden und wurden gemeinsam als Ost-Yue (東越 / 东越,  Dōngyuè) bezeichnet.
Neben dem östlichen Ou-Yue (Dōng’ōuyuè) existierte auch – vermutlich ohne näheren Bezug – die Stammesgruppe der westlichen Ou-Yue im heutigen Guangxi und nördlichen Vietnam.

## Geschichte
Die maßgeblichen Quellen zu Min-Yue und Dong’ou sind das um 100 v. Chr. entstandenen Geschichtswerk Shiji des Sima Qian (Band 114: „Abhandlung über Ost-Yue“) sowie das spätere Han Shu (Band 95).
Nach der Eroberung des Staates Yue durch Chu um das Jahr 333 v. Chr. siedelten Teile seiner Bevölkerung, darunter Angehörige der ehemaligen Königsfamilie, weiter nach Süden um und gründeten dort mehrere kleine Stammeskönigreiche, die für etwa ein Jahrhundert lang am Rande der chinesischen Zivilisation existierten. Von Chronisten im chinesischen Kernland wurden diese Staatsgebilde bestenfalls als halb-sinisiert und halb-barbarisch betrachtet und ihre Bewohner als „Hundert-Yue-Stämme“ zusammengefasst.
Zur Zeit der Einigung Chinas durch den ersten Kaiser Qin Shihuangdi (Qin-Dynastie) existierten vier größere Yue-Reiche: Ost-Ou und Min-Yue im Osten, Nan-Yue im Süden und West-Ou im Südwesten. Nach der Gründung des Kaiserreichs führten Qin-Generäle ab 221 v. Chr. einen großangelegten Feldzug gegen die Yue-Stämme; insgesamt sollen 500.000 Mann, verteilt auf fünf Armeen, im Einsatz gewesen sein. Die östlichen Yue (Min-Yue und Ost-Ou) wurden von einer der Armeen ohne größeren Widerstand noch im gleichen Jahr unterworfen. Das Territorium wurde als Kommandantur Minzhong (閩中郡 / 闽中郡) in die imperiale Verwaltung eingegliedert. Die Könige von Min und Ost-Ou, die beide eine Abstammung von König Goujian von Yue beanspruchten, wurden als Administratoren des Gebiets anerkannt.
Nach dem Tod des ersten Kaisers 210 v. Chr. kam es zu einem schnellen Zusammenbruch des Qin-Reiches. Sowohl Zou Wuzhu von Min-Yue als auch Zou Yao von Ost-Ou schlossen sich den von Wu Rui geführten Yue-Rebellen an. Gemeinsam kämpfte man auf der Seite Liu Bangs gegen den konkurrierenden Rebellenführer Xiang Yu. Nach dem Sieg Liu Bangs gründete dieser die Han-Dynastie und zeigte sich erkenntlich, indem er Zou Wuzhu im Jahr 202 v. Chr. als Monarch des Königreichs Min-Yue anerkannte. Zou Yao musste sich hingegen noch ein Jahrzehnt lang um kaiserliche Anerkennung bemühen, bis er 192 v. Chr. vom zweiten Han-Kaiser Huidi den Titel „König des östlichen Meeres“ (Donghaiwang) verliehen bekam. So entstand das Königreich Donghai, das meist Dong’ou (Ost-Ou) genannt wurde. Ou ist der Name eines Flusses in der Region (analog zum Fluss Min bei Min-Yue), hatte aber möglicherweise ursprünglich die Bedeutung „Grenzland“.
Im Jahr 154 v. Chr. schloss sich Dong’ou der Rebellion der sieben Fürstentümer unter der Führung des Liu Pi von Wu gegen die Zentralisierungsbemühungen Kaiser Jingdis an. Min-Yue verhielt sich hingegen neutral. Der Aufstand scheiterte, und Liu Pi zog sich nach Dong’ou zurück. Der König von Dong’ou hatte jedoch inzwischen eine Übereinkunft mit dem Kaiser getroffen und die Seiten gewechselt. Liu Pi wurde getötet, im Gegenzug ging Dong’ou straffrei aus. Liu Pis Sohn Liu Ziju floh nach Min-Yue und erlangte am dortigen Königshof Einfluss.
Der neue König von Min-Yue, Zou Ying, verfolgte eine aggressive Expansionspolitik und griff – möglicherweise von Liu Ziju angestiftet – im Jahr 138 v. Chr. Dong’ou an. Dessen König ersuchte beim Han-Kaiser Unterstützung gegen die Belagerer. Die kaiserlichen Berater diskutierten daraufhin, ob man sich in eine solche interne Angelegenheit der Yue-„Barbaren“ überhaupt einmischen sollte, woraufhin der Kaiser in einer Art Kompromiss die Entsendung einer beschränkten Marineexpedition verfügte. Als die chinesische Flotte aus Kuaiji in Dong’ou eintraf, hatten sich die Min-Truppen allerdings bereits zurückgezogen. Da die Region aber weiterhin nicht als sicher galt, wurden die Königsfamilie und ein wesentlicher Teil der Bevölkerung (vermutlich insbesondere die Aristokratie) angeblich auf eigenen Wunsch in zentralere Gebiete des Han-Reiches umgesiedelt. Das Königreich Dong’ou hörte damit auf zu bestehen. Das Territorium samt der verbliebenen Bevölkerung geriet in der Folge wohl unter die Kontrolle von Min-Yue.
Dessen König Zou Ying setzte seinen aggressiven Kurs fort und griff 135 v. Chr. das Königreich Nan-Yue an. Erneut stellten sich die Han gegen Min-Yue und drohten mit einer neuen Strafexpedition. König Ying wurde daraufhin von seinem eigenen Bruder Zou Yushan gestürzt und getötet. Der Han-Kaiser Wudi setzte im Anschluss allerdings nicht diesen, sondern einen weitestgehend machtlosen Prinzen namens Zou Chou als neuen König von Min-Yue ein. Zou Yushan erklärte sich jedoch ebenfalls zum König und wurde vom Han-Kaiser auch anerkannt, womit es erneut zu einer Zweiteilung der Ost-Yue-Region kam.
Von 112 bis 110. v. Chr. wurde schließlich zunächst Nan-Yue und dann Min- bzw. Ost-Yue von kaiserlichen Truppen unterworfen. König Yushan wurde von Untergebenen verraten und getötet.
Anders als das eroberte Nan-Yue, das administrativ ins Han-Reich eingegliedert wurde, galt die Ost-Yue-Region als nicht produktiv verwaltbar. Der Kaiser befahl daher – wie bereits 28 Jahre zuvor bei Dong’ou – die Umsiedlung der Bevölkerung in das Gebiet zwischen Jangtse und Huai. Vermutlich wurden aber nur Teile der Elite umgesiedelt und die Region weiter von diversen Markgrafen regiert.